# Ernst Cassirer
Ernst Alfred Cassirer, född 28 juli 1874 i Breslau, dåvarande Tyskland, död 13 april 1945 i New York, var en tysk filosof, delvis verksam i Sverige, som verkade i den marburgska nykantianska traditionen, och utvecklade en kulturfilosofi genom en symbolteori grundad på kunskapsfenomenologin och vetenskapshistoria.

## Biografi
Cassirer studerade filosofi och litteratur vid universitetet i Berlin, men hade som jude svårt att göra karriär. Han disputerade 1899 för Hermann Cohen och Paul Natorp. Efter många år som docent utsågs han till professor i filosofi vid det nygrundade universitetet i Hamburg 1919, där han verkade till 1933, då nazisterna kom till makten.
Han tvingades då lämna Tyskland. Först fick han en tjänst vid Oxford university och 1935 utnämndes han till professor vid Göteborgs högskola. 1941 utnämndes han där även till hedersdoktor. Samma år ansåg han att Sverige blivit alltför otryggt för honom, och han begav sig till USA, där han blev lektor vid Yale University, och från 1943 vid Columbia University, New York, där han var verksam till sin död. Han avled 1945 på universitetets campus som svensk medborgare.
Han var farfar till den svenske språkvetaren Peter Cassirer (1933-2020).

## Filosofi
Cassirers huvudverk är Philosophie der symbolischen Formen 1-4 (1923-29), vilken anses vara en startpunkt för kulturfilosofin. Människan är enligt Cassirer ett "symboliskt djur". Då djur lever enligt sina instinkter, har människan skapat symboliska universum med strukturella innebörder som konstituerar deras förståelse av verkligheten. Filosofin är därmed, enligt Cassirer, en symbolfilosofi som söker visa symbolernas giltighet i andra vetenskaper och i och med detta konstituera kulturen. I detta resonemang är Cassirer beroende av Kants transcendentala idealism. 
I hans sista stora arbete, The Myth of the State, som utkom postumt 1946, diskuterar han den totalitära statens idéhistoriska grundval, som han menar sig finna hos bland andra Platon, Dante, Machiavelli och Hegel, och slår fast att fascismens grundval symboliseras av myten om framtiden, samt förespråkandet av irrationalitet. 
Cassirer ägnade sina tidigaste arbeten åt svenska kulturfilosofiska spörsmål, främst om Axel Hägerström, samt drottning Kristina och Descartes.
Bland Cassirers främsta anhängare finns Hans Reichenbach och Leo Strauss.